# Bruno Angoletta
Bruno Angoletta, né le 7 septembre 1889 à Belluno et mort le 7 janvier 1954 à Milan, est un illustrateur et auteur de bande dessinée italien.

## Biographie
Bruno Angoletta publie d'abord ses illustrations dans L'Asino, dans le Giornalino della domenica et le Corriere dei piccoli, avant de s'orienter vers la bande dessinée à la fin des années 1920.
Il est notamment l'auteur des séries Marmittone, Calogero Sorbara et Centerbe Ermete, parues en 1928, 1930 et 1933 dans le Corriere dei piccoli. Il réalise également Romolino e Romoletta, une bande dessinée de propagande destinée aux troupes italiennes en Abyssinie parue en 1935 dans le Il Balilla et caricature les principaux personnages de la bande dessinée américaine pour Il Guerino.
Il reprend son activité d'illustrateur en 1945 pour la revue Candido.